# Wasserburg Ellershausen
Die Wasserburg Ellershausen ist eine abgegangene Wasserburg in Ellershausen, einem Stadtteil von Frankenau im nordhessischen Landkreis Waldeck-Frankenberg.

## Lage

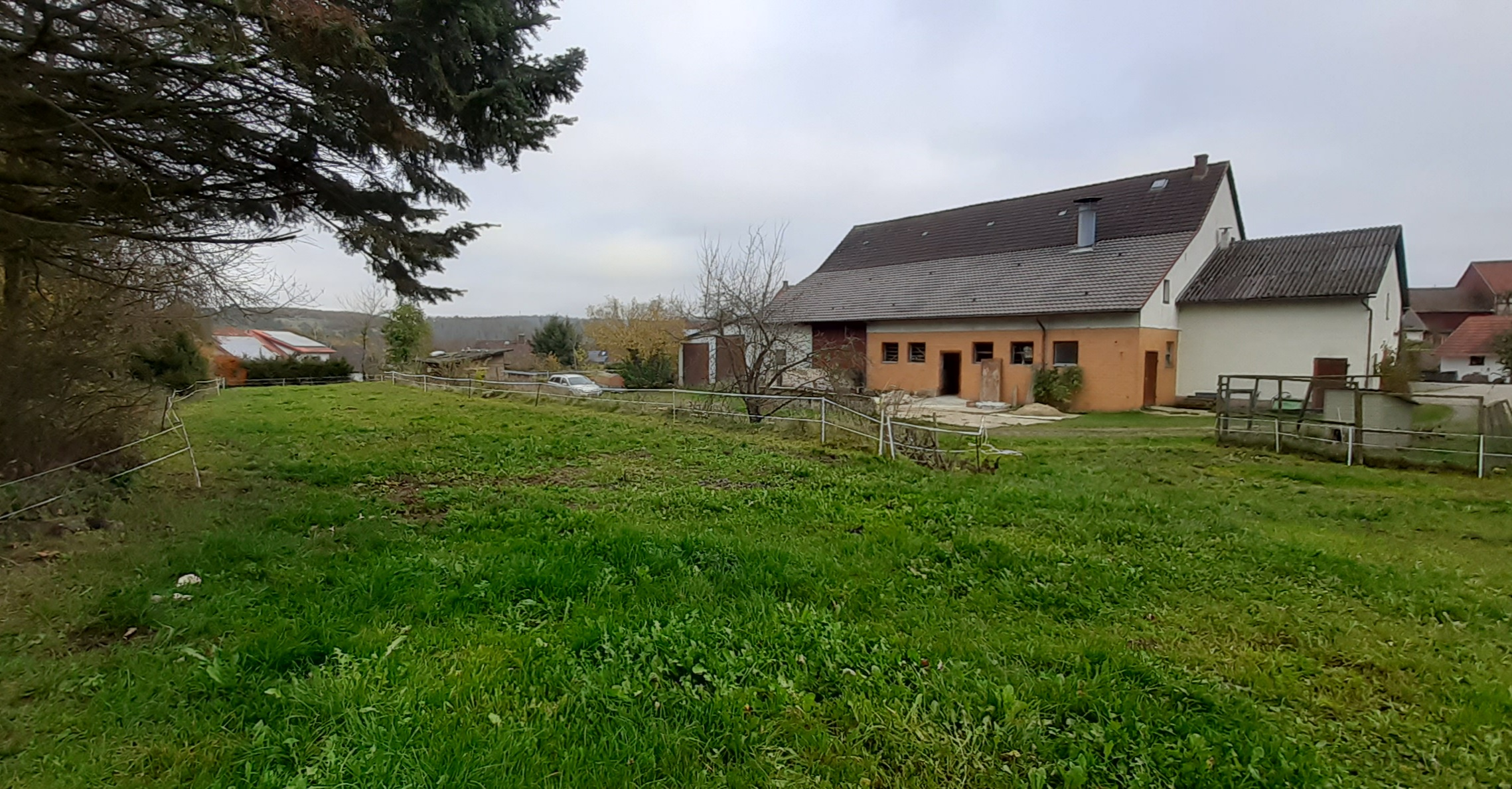
Blick über den Standort der einstigen Burg. Im Vordergrund Reste der umlaufenden Wallbefestigung.

Heute befindet sich an der Stelle der einstigen Burg eine Gastwirtschaft. An der Kreuzung Lengeltalstraße/Allendorfer Straße beginnt die Straße „Zum Adligen Hof“.

## Geschichte

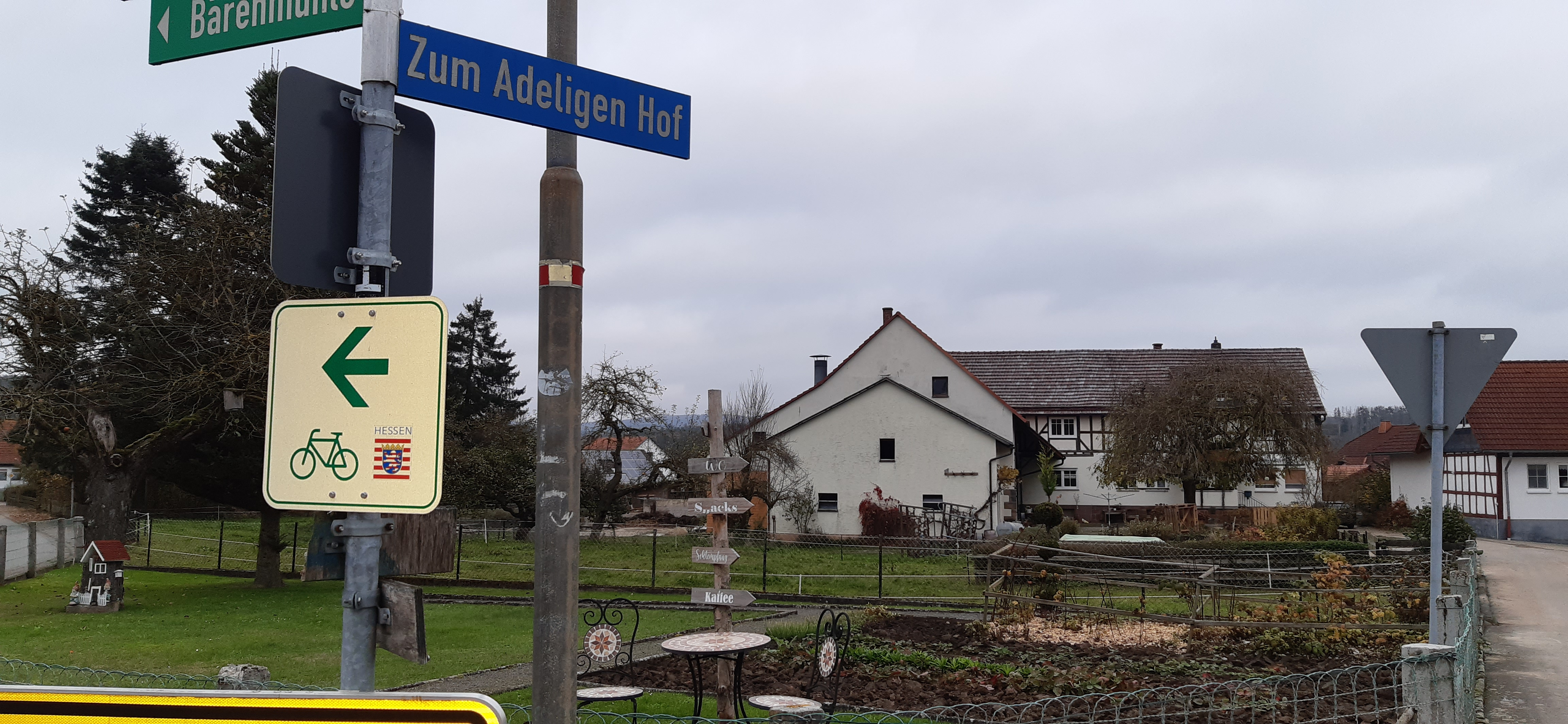
Blick über den Standort von der Zufahrt zur heutigen Bebauung

Ellershausen wurde bereits 1016 urkundlich erwähnt. Vermutlich Anfang des 13. Jahrhunderts, um 1214, erbauten die ortsadeligen Herren von Ellershausen nördlich des Dorfes eine Wasserburg. Dieses Adelsgeschlecht wurde in der Zeit von 1214 bis 1270 urkundlich erwähnt. Im Jahr 1264 ging der Besitz der Burg auf die Ritterfamilie Huhn über, die Burgmannen in Frankenberg waren und sie bis 1571, vielleicht auch bis 1587 in Besitz hatten. Im Jahr 1587 waren die nassauischen Lehensbriefe erloschen. Graf Johann VI. von Nassau-Dillenburg verkaufte die heimgefallenen Güter an den Landgrafen Ludwig IV. von Hessen-Marburg, und dieser stellte neue Lehensbriefe aus. Durch Heirat und Erbschaft wechselte die Burg in den Besitz der Familie von Dersch zu Viermünden. Philipp Wilhelm von Dersch (1641–1702) ist ein bekannter Vertreter dieser Linie, der zu einer Zeit lebte, in der die Spaltung des evangelischen Lagers in lutherische Mehrheit und eine reformierte Minderheit auch in Ellershausen zu religiösen Auseinandersetzungen führten. 1728 gelangte das Lehen im Erbgang an die Adelsfamilie von Drach, als die Tochter Sophie Dorothea Renata des verstorbenen Georg Ehrhard von Dersch den Ernst Wilhelm von Drach (auch Trach, Drache) heiratete; sie erhielt das adelige Gut zu Ellershausen und die Lengelmühle.
Im Jahr 1631, während des Dreißigjährigen Krieges, waren die Wassergräben noch vorhanden. Um 1900 wurden diese verfüllt und die Steine der Ringmauer zum Bau eines Stalles und einer Scheune verwendet.